# Karl Jónsson
Karl Jónsson (1135 – 1213) fue un escaldo de Islandia, escritor y poeta benedictino del monasterio de Þingeyrar al norte de la isla. Es el autor de la saga de Sverre, que cita los hechos más relevantes del reinado de Sverre Sigurdsson (r. 1177–1202) de Noruega y es la principal fuente de información de ese periodo de la historia de Noruega.
Se desconocen los vínculos familiares de Karl, pero hay indicios que su padre pudo ser Jón svarti Þorvarðsson (Jón el Negro, m. 1150). Como abad del monasterio (1169 – 1181), tomó a Kári Runólfsson como su asistente y en 1185 Karl viajó a Noruega, donde estuvo al servicio de la corte de Sverre I hasta 1188. Kári Runólfsson murió en 1187 y posiblemente ocupó de nuevo su responsabilidad como abad de Þingeyrar a su regreso a Islandia en 1188, por lo menos hasta 1200. En 1207 hay registros de un nuevo abad, Karl había dejado su ministerio poco antes y murió entre 1212 y 1213.
En los días de Karl el monasterio benedictino de Þingeyrar era un centro literario importante, y con el abad también compartieron espacio los monjes y escritores Oddr Snorrason y Gunnlaugr Leifsson. 
A lo largo de los siglos Karl Jónsson fue subestimado pero a todas luces influenció en su tiempo y se considera actualmente un genio de la literatura medieval.